# CoCom
Coordinating Committee for Multilateral Export Control (COCOM) – funkcjonujący w czasach zimnej wojny (od 1949) Komitet Koordynacyjny Wielostronnej Kontroli Eksportu (ang. Coordinating Committee for Multilateral Export Controls) – skupiał 17 państw zachodnich (USA, Japonię, Australię i kraje zachodnioeuropejskie), dysponentów najbardziej zaawansowanych technologii. Formalnie rozwiązany w 1995.
Komitet ten miał za zadanie nie dopuścić do uzyskania przez którykolwiek z krajów tzw. bloku wschodniego i za ich pośrednictwem Związek Radziecki najnowocześniejszych towarów i technologii tzw. podwójnego zastosowania, tzn. mogących obok normalnych zastosowań cywilnych posłużyć np. rozwojowi techniki wojskowej, skierowanemu przeciw państwom zachodnim. System kontroli eksportu z krajów zachodnich wypracowany przez COCOM działał niezwykle skutecznie, mimo to większość blokowanych podzespołów elektronicznych dostępna była praktycznie bez ograniczeń u pośredników, ale za znacznie wyższą cenę. Ciekawym ograniczeniem był zakaz eksportu oscyloskopów o paśmie ponad 100 MHz, podczas gdy ich odpowiedniki produkowane były w Polsce. Importem podzespołów elektronicznych do Polski w latach 80. zajmowała się m.in. nomenklaturowa spółka Agrotechnika.
Sukcesem Jesieni Ludów było między innymi to, że wiele z ograniczeń COCOM wobec Polski i niektórych innych krajów Europy Wschodniej zostało wycofanych już w 1990, co dopiero umożliwiło m.in. rozwój Internetu w tej części świata, a pierwsza decyzja likwidująca wszelkie ograniczenia podjęta została na początku maja 1991 w odniesieniu do Węgier; wkrótce potem nastąpiły one w stosunku do pozostałych krajów.
31 marca 1994 państwa zrzeszone w ramach COCOM przekazały jego zadania i funkcje nowej organizacji powołanej pod nazwą Porozumienia Wassenaar, które według stanu z 2006 r. grupuje 39 państw, m.in. Polskę i inne kraje dawnego bloku wschodniego.

## COCOM współcześnie
Współcześnie termin „limity COCOM-u” jest używany w urządzeniach z GPS. Mianowicie urządzenie wyłącza swoją funkcjonalność, gdy przekroczona zostanie prędkość 1900 km/h oraz przy wysokości wyższej niż 18 000 m. Niektórzy producenci blokują funkcjonalność przy przekroczeniu jednego z tych parametrów, a niektórzy, dopiero gdy zostaną przekroczone oba. Utrudnia to m.in. zastosowania cywilne, np. w baloniarstwie (przykładowo wysłanie prostego balona z kamerą/aparatem). W założeniu miało to utrudnić zastosowania niepokojowe w krajach takich jak KRLD. Jednak udało się to w KRLD obejść i produkować sprzęt tego rodzaju.